# Toxtla, Hidalgo
Toxtla är en ort i Mexiko.   Den ligger i kommunen Acaxochitlán och delstaten Hidalgo, i den sydöstra delen av landet, 130 km nordost om huvudstaden Mexico City. Toxtla ligger 1 838 meter över havet och antalet invånare är 145.
Terrängen runt Toxtla är kuperad söderut, men norrut är den bergig. Runt Toxtla är det ganska tätbefolkat, med 239 invånare per kvadratkilometer. Närmaste större samhälle är Huauchinango, 13,8 km sydost om Toxtla. I omgivningarna runt Toxtla växer i huvudsak blandskog.